# Cryptocephalus labiatus
Cryptocephalus labiatus es una especie de insecto coleóptero de la familia Chrysomelidae.
Fue descrita científicamente en 1761 por Linnaeus.